# جائزة أستراليا الكبرى 1970
جائزة أستراليا الكبرى 1970 هو سباق فورمولا 1 أقيم بتاريخ 22 نوفمبر 1970 في سيدني، نيوساوث ويلز.